# Gabriel P-V
Gabriel P-V – polski jednomiejscowy lekki samolot sportowy w układzie górnopłatu z lat 20. XX wieku, zaprojektowany przez braci Waltera i Williego Gabrielów i zbudowany w fabryce mebli „Bracia Gabriel” w Bydgoszczy. Oblatany we wrześniu 1921 roku Gabriel P-V był pierwszym samolotem sportowym, jaki został zbudowany w Polsce po I wojnie światowej. Na przełomie 1921 i 1922 roku płatowiec został przebudowany, nosząc odtąd oznaczenie P-Va. Samolot nie wzbudził jednak zainteresowania Departamentu Żeglugi Powietrznej Ministerstwa Spraw Wojskowych, w związku z czym maszyna nie weszła do produkcji seryjnej. Jedyny egzemplarz maszyny został wycofany z eksploatacji z powodu zużycia w 1923 roku.

## Historia i użycie

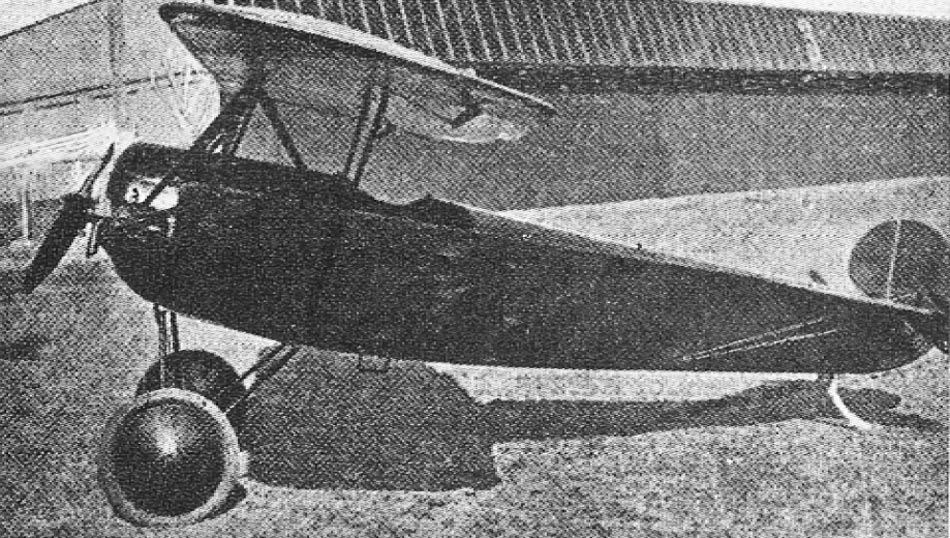
Prototyp Gabriel P-V

Samolot Gabriel P-V został zaprojektowany w drugiej połowie 1920 roku przez mieszkających w Bydgoszczy Niemców – braci Waltera i Williego Gabrielów (używających w Polsce imion Paweł i Jan). Konstrukcja wzorowana była na niemieckim myśliwcu Fokker D.VIII, o znacznie zmniejszonych wymiarach. Budowa samolotu była możliwa dzięki wykorzystaniu materiałów, narzędzi i obrabiarek z należącej do ojca konstruktorów fabryki mebli „Bracia Gabriel”, jak również dokonanemu w Berlinie zakupowi silnika Haacke o mocy 30 KM.
Ukończony do końca czerwca 1921 roku prototyp oznaczony Gabriel P-V został dzięki pozwoleniu komendanta Jana Kieżunia przetransportowany na lotnisko Szkoły Pilotów w Bydgoszczy, gdzie po przeprowadzeniu prób naziemnych został oblatany przez Williego Gabriela na początku września tego roku. Samolot był poprawny w pilotażu i miał dość wysokie osiągi; zaobserwowano jednak drgania usterzenia.
Na przełomie 1921 i 1922 roku płatowiec został zmodyfikowany: zmieniono pokrycie sterów z płótna na sklejkę, a ułatwiającą wsiadanie specjalną klapę nad kokpitem zastąpiono wycięciem w płacie. Ponadto w celu ułatwienia transportu i hangarowania wprowadzono możliwość umieszczania płata wzdłuż kadłuba, dzięki zastosowaniu poprzecznej rurki na piramidach z okuciami skrzydła i stojaka z rurek z tyłu samolotu (w kadłubie za kabiną pilota wygospodarowano też miejsce na bagażnik, w którym trzymano dodatkowe rurki przeznaczone do zamocowania płata). Tak przebudowany płatowiec otrzymał oznaczenie P-Va.
Samolot był używany przez konstruktorów i instruktorów latania Szkoły Pilotów w Bydgoszczy, wylatując łącznie 180 godzin w latach 1921–1923. Bracia Gabriel planowali produkcję seryjną tego modelu i w tym celu wystąpili z taką propozycją do Departamentu Żeglugi Powietrznej Ministerstwa Spraw Wojskowych. W marcu 1922 roku oferta została wstępnie przyjęta i sporządzono stosowną umowę, która jednak nie została zaakceptowana przez Oddział Administracyjny Ministerstwa Spraw Wojskowych. Konstruktorzy przedstawili wówczas kolejną ofertę, lecz i ona została odrzucona – w tym okresie w Polsce nie widziano korzyści w rozwoju lotnictwa sportowego. Jedyny egzemplarz P-V został skasowany z powodu zużycia w 1923 roku, a jego silnik został sprzedany i użyty do napędu samolotu DKD-I.
Gabriel P-V był pierwszym samolotem sportowym, jaki został zbudowany w Polsce po I wojnie światowej i zarazem pierwszym płatowcem konstrukcji krajowej, jaki oblatano po odzyskaniu niepodległości.

## Opis konstrukcji i dane techniczne

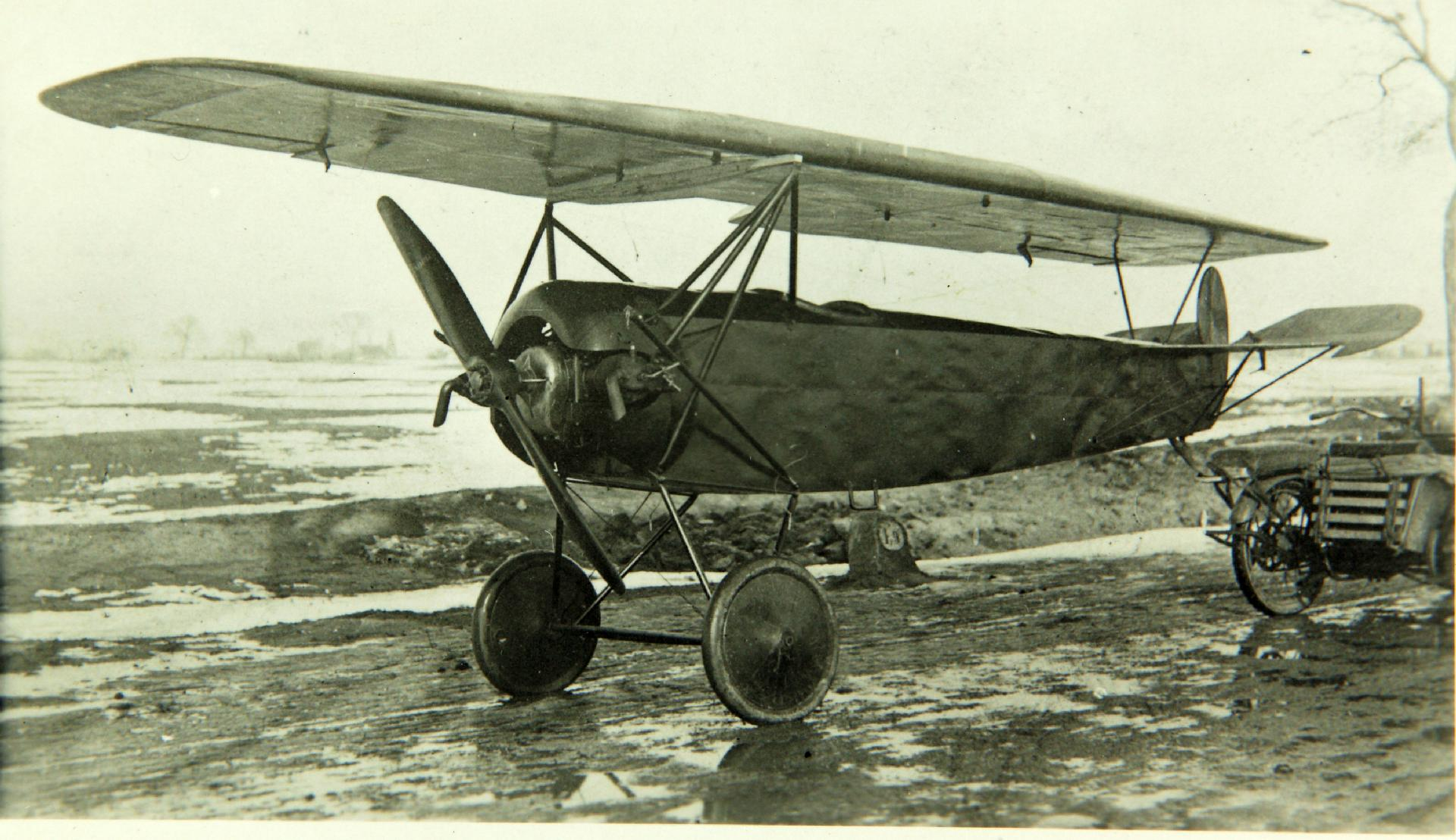
Gabriel P-Va z płatem ustawionym wzdłuż kadłuba

Gabriel P-V był jednosilnikowym, jednoosobowym zastrzałowym górnopłatem sportowym o konstrukcji całkowicie drewnianej. Zaokrąglony od góry, czteropodłużnicowy kadłub tworzyła wykonana z drewna kratownica, kryta sklejką o grubości 1 mm. Góra kadłuba przed płatem i pierwsza wręga przy łożu silnika miały pokrycie z blachy aluminiowej. Kabina pilota otwarta, wyposażona w drążek sterowy, orczyk i dźwignię przepustnicy silnika. Tablica przyrządów składała się z prędkościomierza, wysokościomierza, zegara i wyłącznika iskrownika. Wersja P-Va wyposażona była w bagażnik, umieszczony za kokpitem.
Płat prostokątno-trapezowy, dwudźwigarowy, niedzielony, konstrukcji drewnianej, kryty sklejką o grubości 0,8–1 mm; umocowany na kadłubie za pomocą piramidek wykonanych z rur stalowych oraz zastrzałów o takim samym rozstawie. W pierwszej wersji samolotu w części płata nad kokpitem istniała otwierana klapa ułatwiająca wsiadanie do kabiny, zamykana dwiema zasuwkami; po przebudowie klapę zastąpiło wycięcie w skrzydle. Rozpiętość skrzydeł wynosiła 5 metrów, a powierzchnia nośna 6 m² (po zastąpieniu klapy wycięciem powierzchnia nośna zmniejszyła się do 5,7 m²). Lotki pokryte były płótnem i poruszane linkami.
Długość samolotu wynosiła 4 metry, a wysokość 2 metry. Masa własna płatowca wynosiła 125 kg (po przebudowie 135 kg), masa użyteczna 80–100 kg, zaś masa całkowita (startowa) 205 kg (w wersji P-Va 235 kg). Płat i usterzenie miały masę zaledwie 35 kg, zaś kadłub ważył 40 kg. Obciążenie powierzchni początkowo wynosiło 36 kg/m², a po zmianie powierzchni płata wzrosło do 41 kg/m². Usterzenie klasyczne, drewniane, początkowo kryte płótnem, ze statecznikami krytymi sklejką (po przebudowie stery także pokryto sklejką). Statecznik poziomy dzielony, podparty dwiema parami wykonanych z drewna zastrzałów; stery poruszane były linkami. Podwozie klasyczne, z rur stalowych usztywnionych drutami, ze szprychowymi kołami o średnicy 500 mm, z tarczami osłoniętymi płótnem, mocowane na osi amortyzowanej sznurem gumowym; z tyłu płoza ogonowa, wykonana z okutego drewna, także amortyzowana sznurem gumowym.
Napęd stanowił chłodzony powietrzem, czterosuwowy dwucylindrowy płaski silnik tłokowy Haacke HFM-2 o mocy startowej 22 kW (30 KM) przy 1300 obr./min i masie 60 kg, napędzający stałe, drewniane, dwułopatowe śmigło ciągnące o średnicy 1,9 metra (zaprojektowane i wykonane samodzielnie przez konstruktorów). Silnik mocowany był śrubami do pierwszej wręgi kadłuba i podwieszony na dwóch stalowych rurach do wieżyczek mocujących płat; osłona silnika wykonana była z blachy aluminiowej. Obciążenie mocy wynosiło 7,2 kg/KM dla P-V i 7,8 kg/KM dla P-Va. Zbiornik paliwa o pojemności 16 litrów znajdował się na kadłubie za silnikiem. Prędkość maksymalna wynosiła 150 km/h, prędkość przelotowa 125 km/h, zaś prędkość minimalna 75 km/h. Normalny czas lotu wynosił 1 godzinę, zaś maksymalny – 2,5 godziny. Maszyna osiągała pułap praktyczny 2800 metrów z prędkością wznoszenia wynoszącą 2,8 m/s (czas wznoszenia na wysokość 1000 metrów wynosił 7 min). Samolot charakteryzował się rozbiegiem wynoszącym 80 metrów i dobiegiem 60 metrów. Zasięg wynosił od 120 do 300 km.

### Malowanie
Kadłub, usterzenie, podwozie, krawędź natarcia i końcówki płata samolotu Gabriel P-V pomalowane na czerwono; płat pokryty lakierem bezbarwnym. Osłona silnika i pokrycie górnej części kadłuba w naturalnym kolorze aluminium, śmigło pomalowane było na czarno. Po obu stronach tyłu kadłuba widniał biały napis „Gabriel”.